# ATP Challenger Maspalomas-2
Das ATP Challenger Maspalomas (offizieller Name: eó Hotels Maspalomas Challenger) war ein von 2022 bis 2023 stattfindendes Tennisturnier in Maspalomas, Spanien. Es war Teil der ATP Challenger Tour und wurde im Freien auf Sand ausgetragen.

## Liste der Sieger

### Einzel
| Jahr | Sieger         | Finalgegner       | Ergebnis      |
| ---- | -------------- | ----------------- | ------------- |
| 2023 | Pedro Martínez | Kilian Feldbausch | 6:4, 4:6, 6:3 |
| 2022 | Dušan Lajović  | Steven Diez       | 6:1, 6:4      |

### Doppel
| Jahr | Sieger                     | Finalgegner                           | Ergebnis         |
| ---- | -------------------------- | ------------------------------------- | ---------------- |
| 2023 | Scott Duncan Marcus Willis | Théo Arribagé Sadio Doumbia           | 7:65, 6:4        |
| 2022 | Evan King Reese Stalder    | Marco Bortolotti Sergio Martos Gornés | 6:3, 5:7, [11:9] |